# Китаєнко Антон Макарович

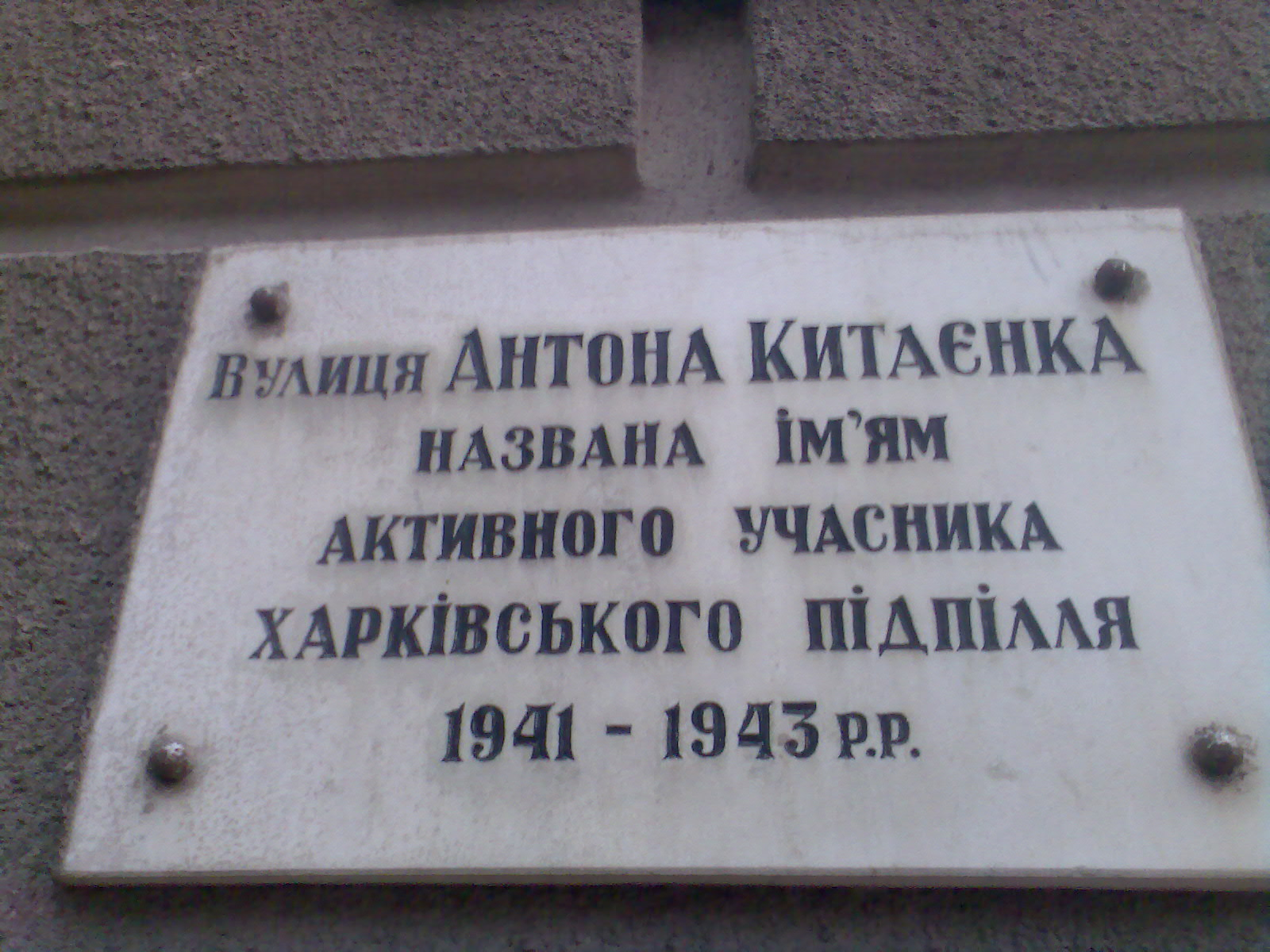
Анотаційна дошка на вулиці Китаєнка, 3б

Антон Макарович Китаєнко (рос. Антон Макарович Китаенко; нар. 1897 — пом. кінець травня 1942) — радянський діяч підпілля у роки німецько-радянської війни. У час війни очолював Залізничний районний комітет КП(б)У у Харкові. Розстріляний гестапо. Посмертно нагороджений орденом Вітчизняної війни I ступеня.
Член КПРС з 1930 року, до війни працював майстром кондитерської фабрики «Жовтень». У період окупації очолив Залізничний районний комітет КП(б)У у Харкові, що діяв у підпіллі. Конспіративне прізвисько: «Трамвайник». У кінці травня 1942 заарештований та розстріляний гестапо.
На його честь названа вулиця у Харкові.